# 石斛
石斛为兰科石斛属下的一个种。
石斛（学名：Dendrobium nobile Lindl），又稱作仙斛兰韵、不死草、还魂草、紫萦仙株、吊兰、林兰、禁生、金钗花、金釵石斛、金石斛、黃草、金絲斛。茎直立，肉质状肥厚，稍扁的圆柱形，长10~60厘米，粗达1.3厘米。药用植物，性味甘淡微咸，寒，归胃、肾，肺经。益胃生津，滋阴清热。用于阴伤津亏，口干烦渴，食少干呕，病后虚热，目暗不明。石斛花姿优雅，玲珑可爱，花色鲜艳，气味芳香，被喻为“四大观赏洋花”之一。

## 分布
分布於中國華中、廣西、廣東、四川、貴州。多生長於潮濕的、多苔蘚的石灰岩塊、岩壁上。

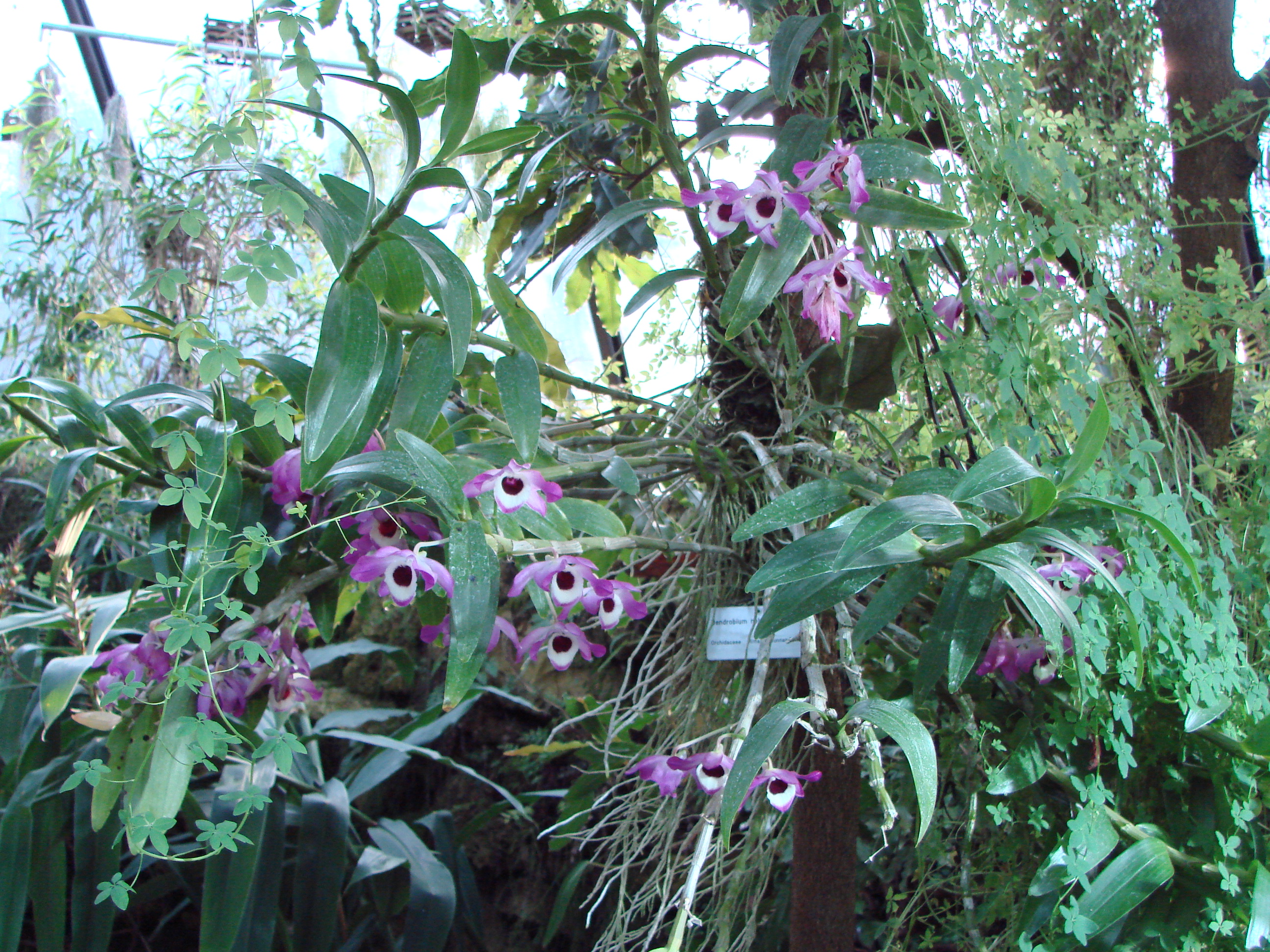
石斛蘭
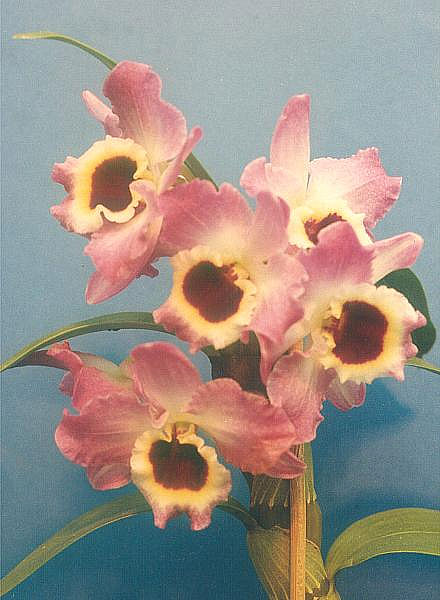
石斛蘭
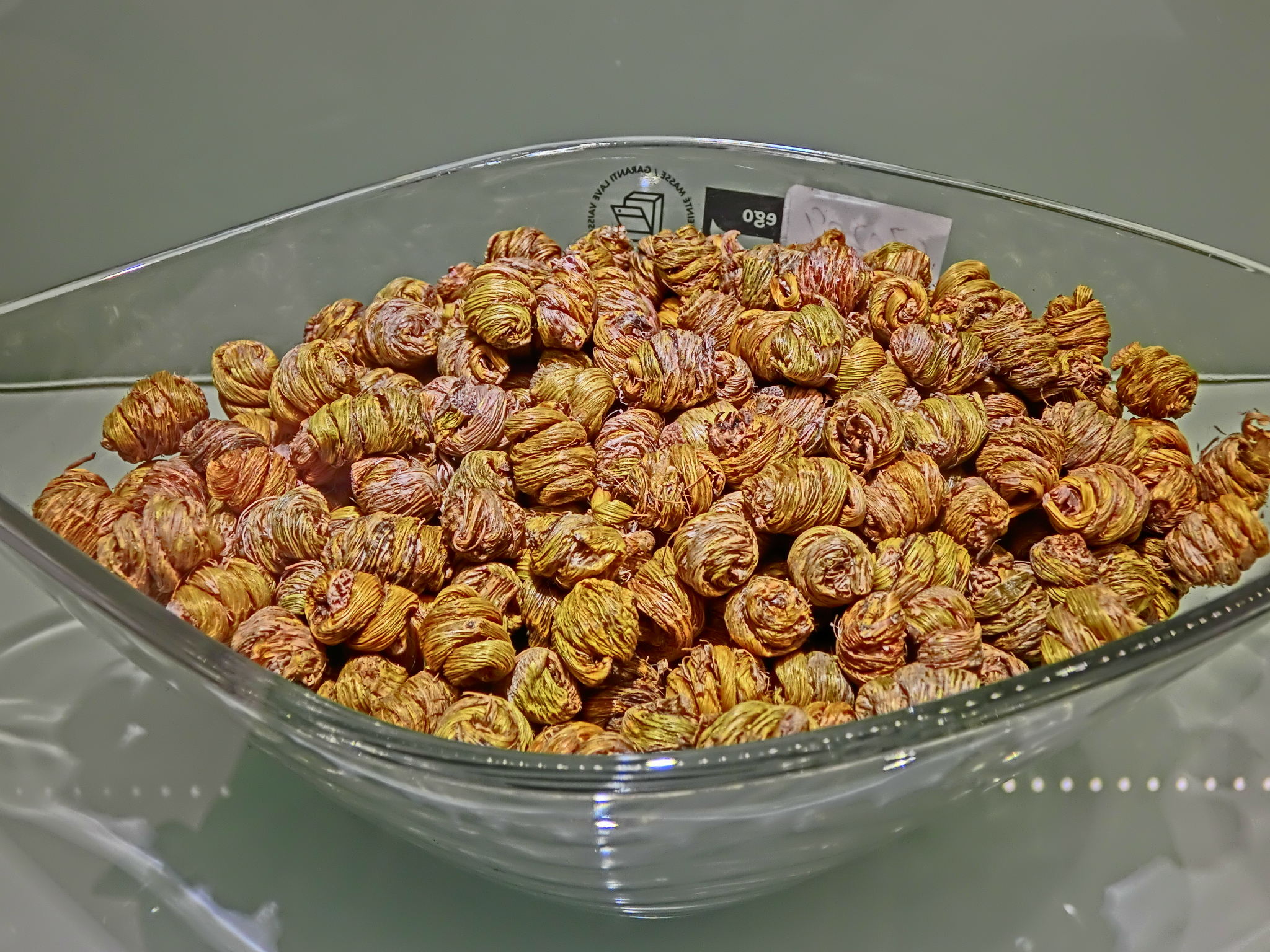
中藥石斛
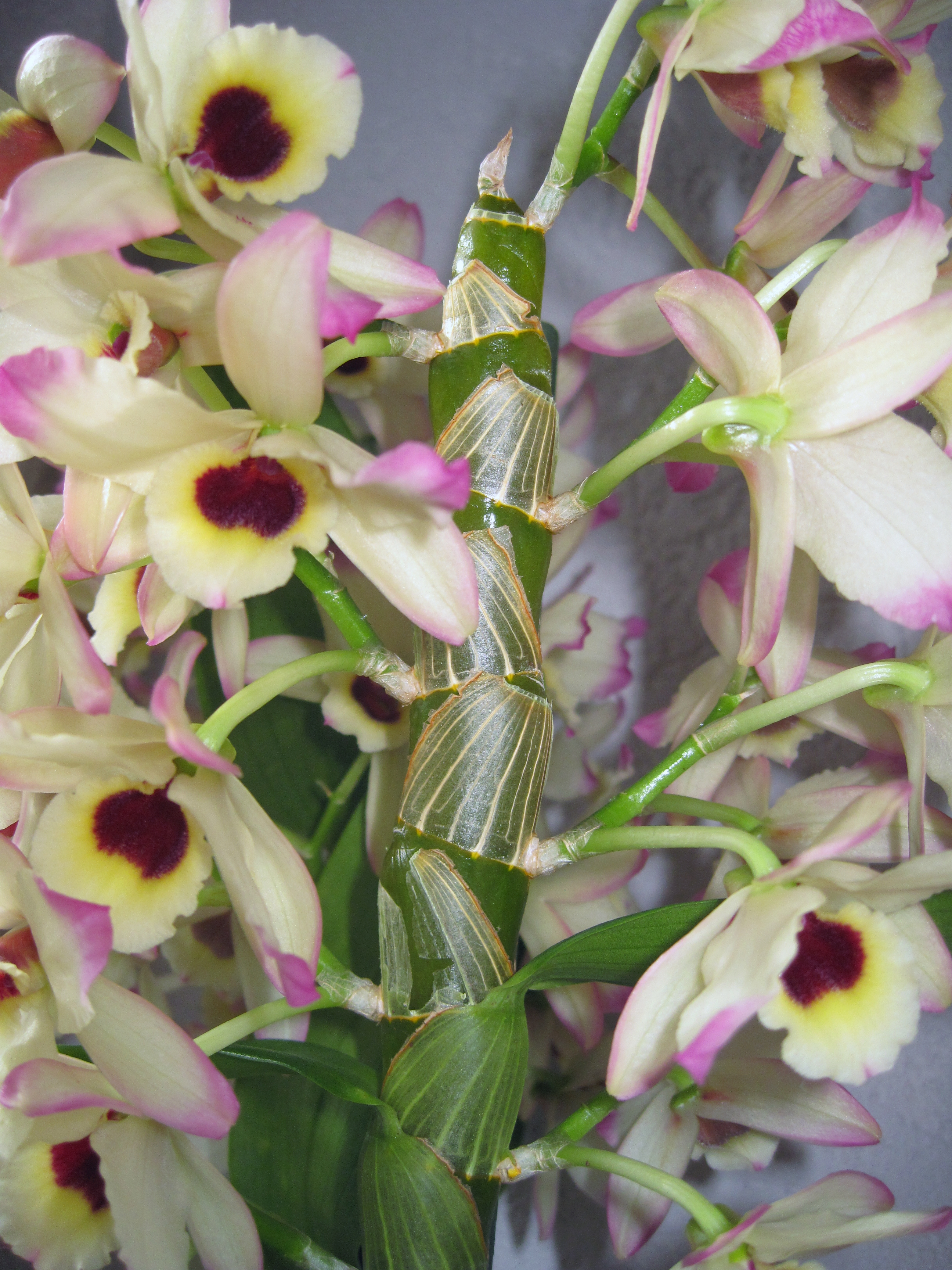
石斛花
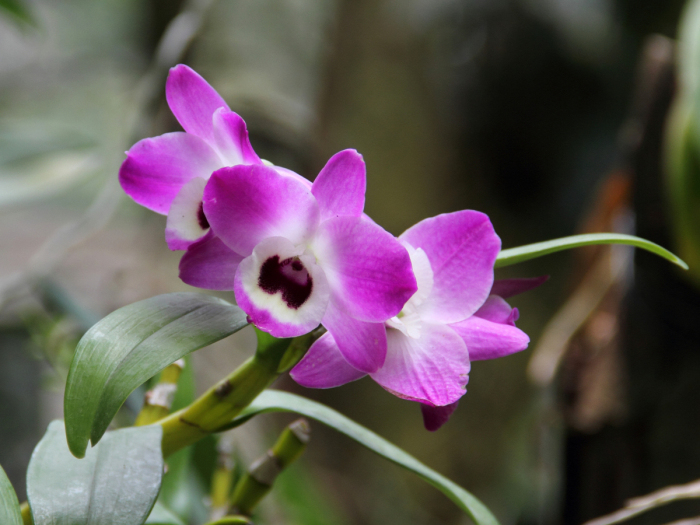
石斛花
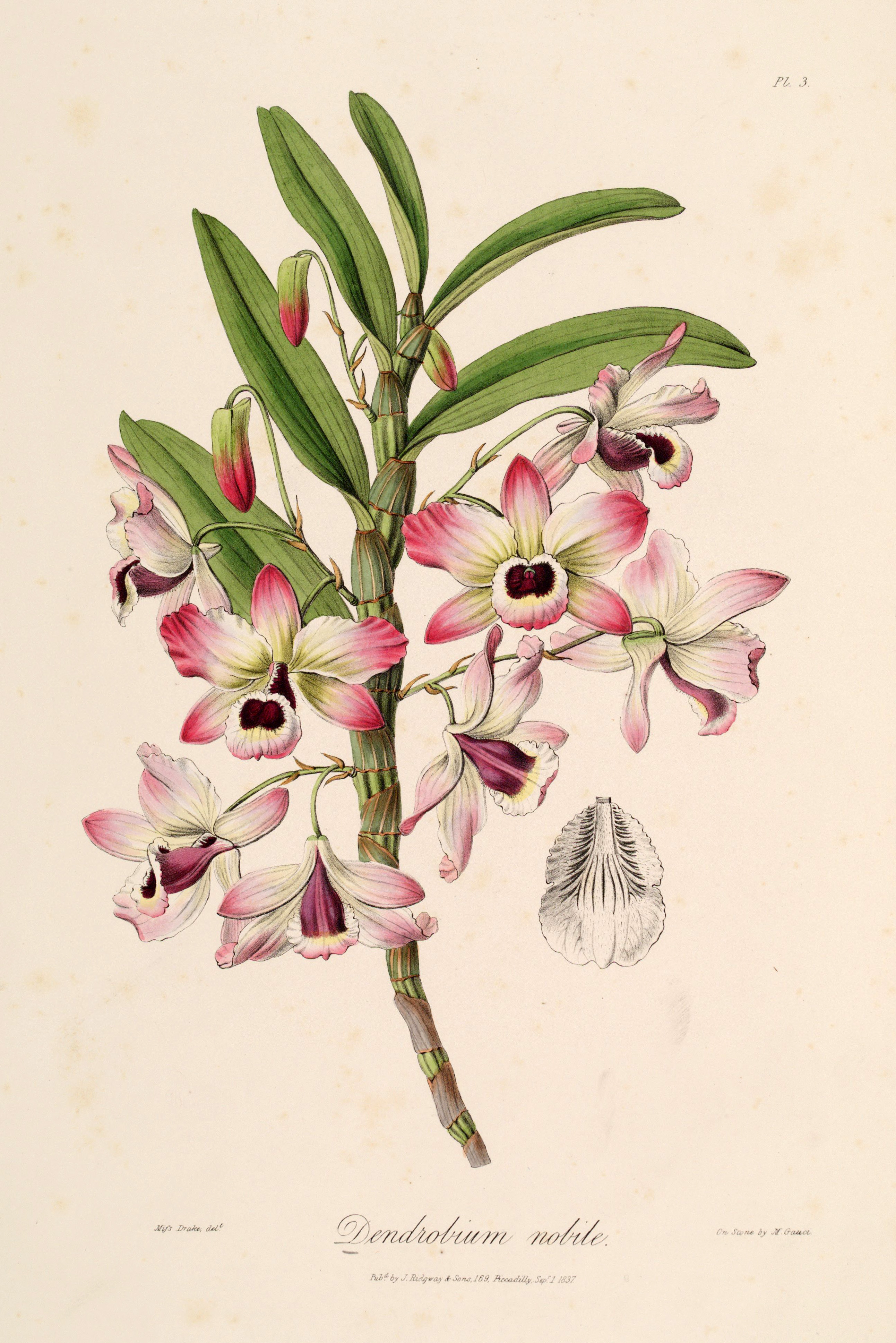
石斛蘭圖畫
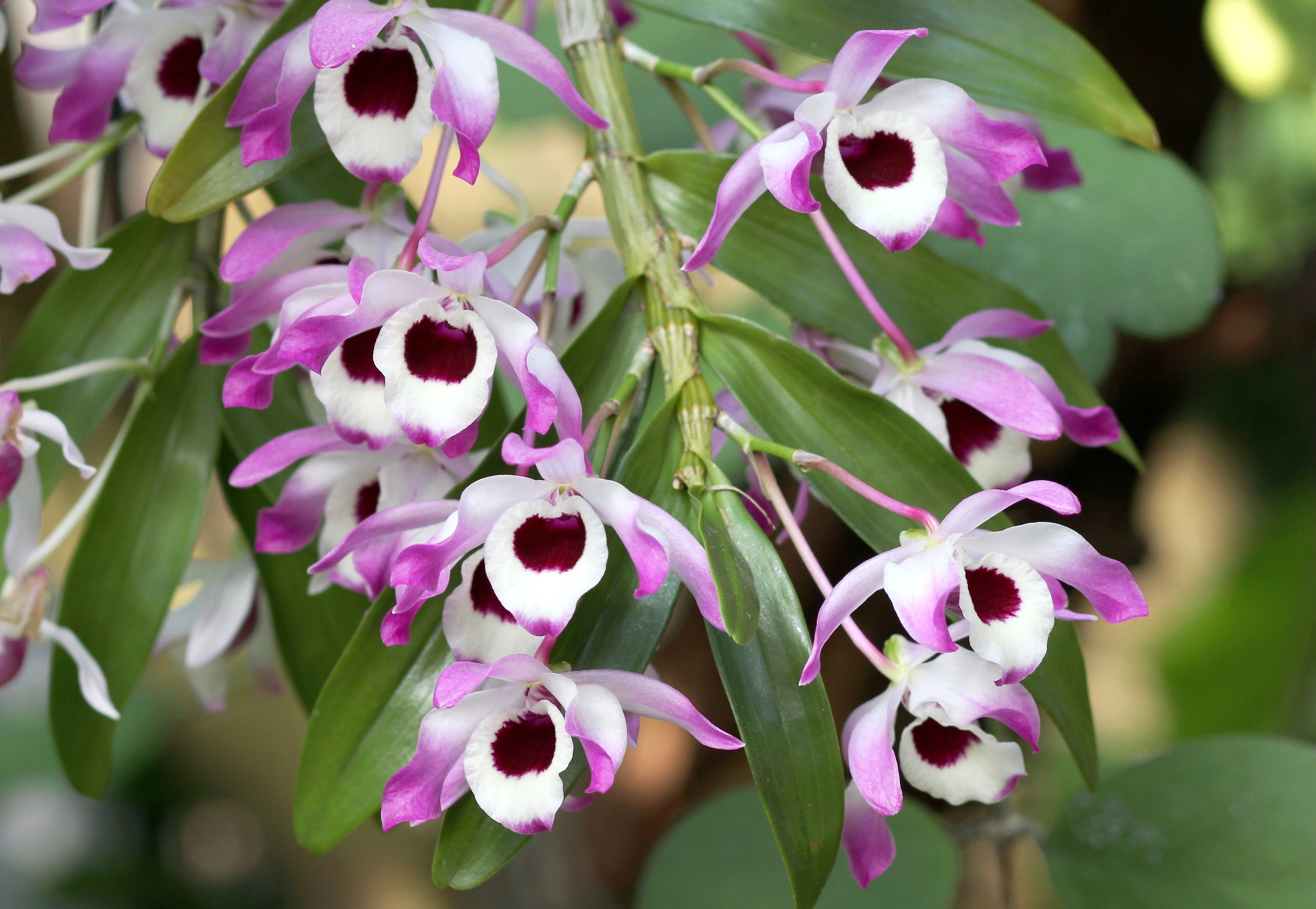
石斛花
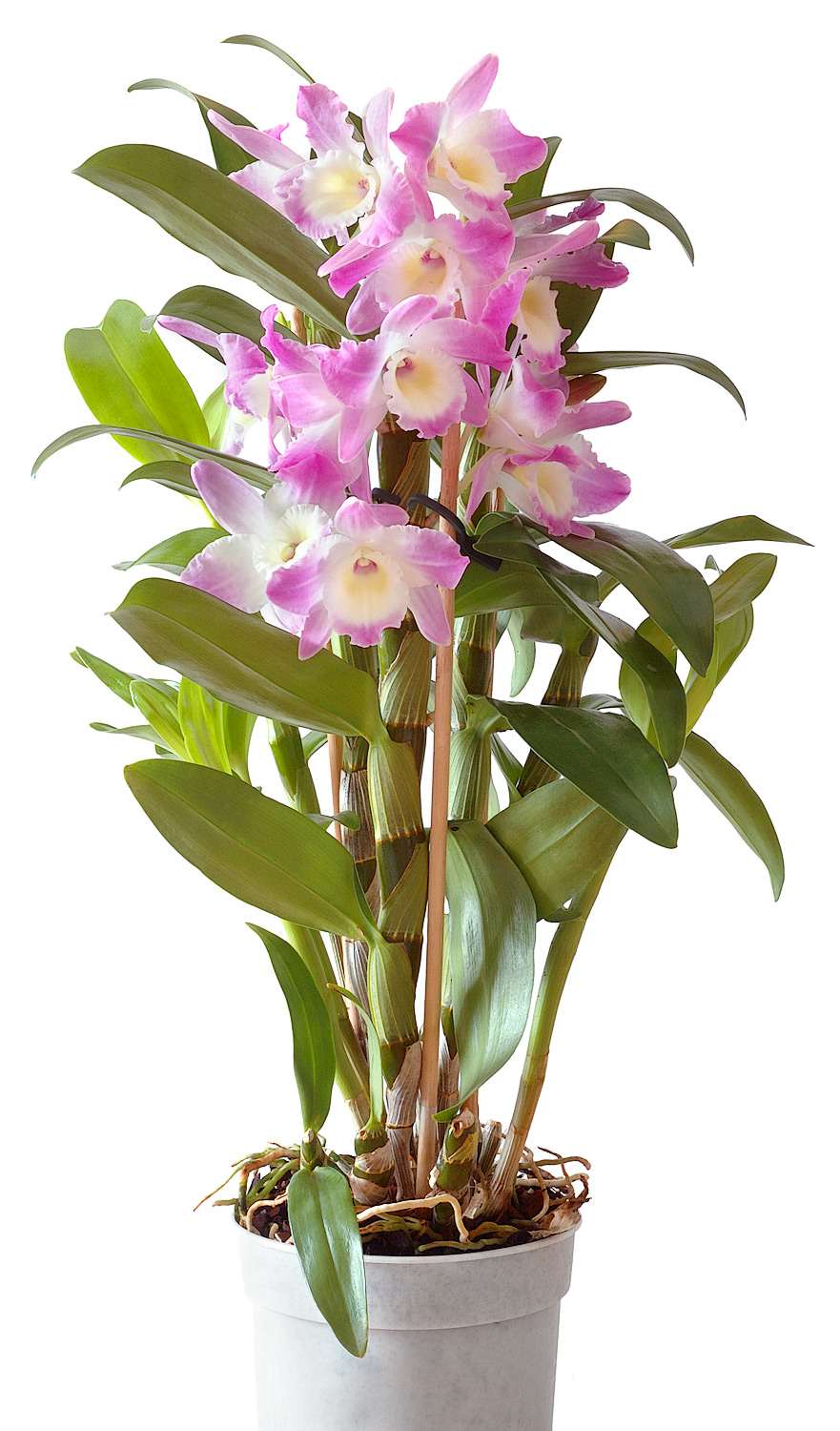
石斛花
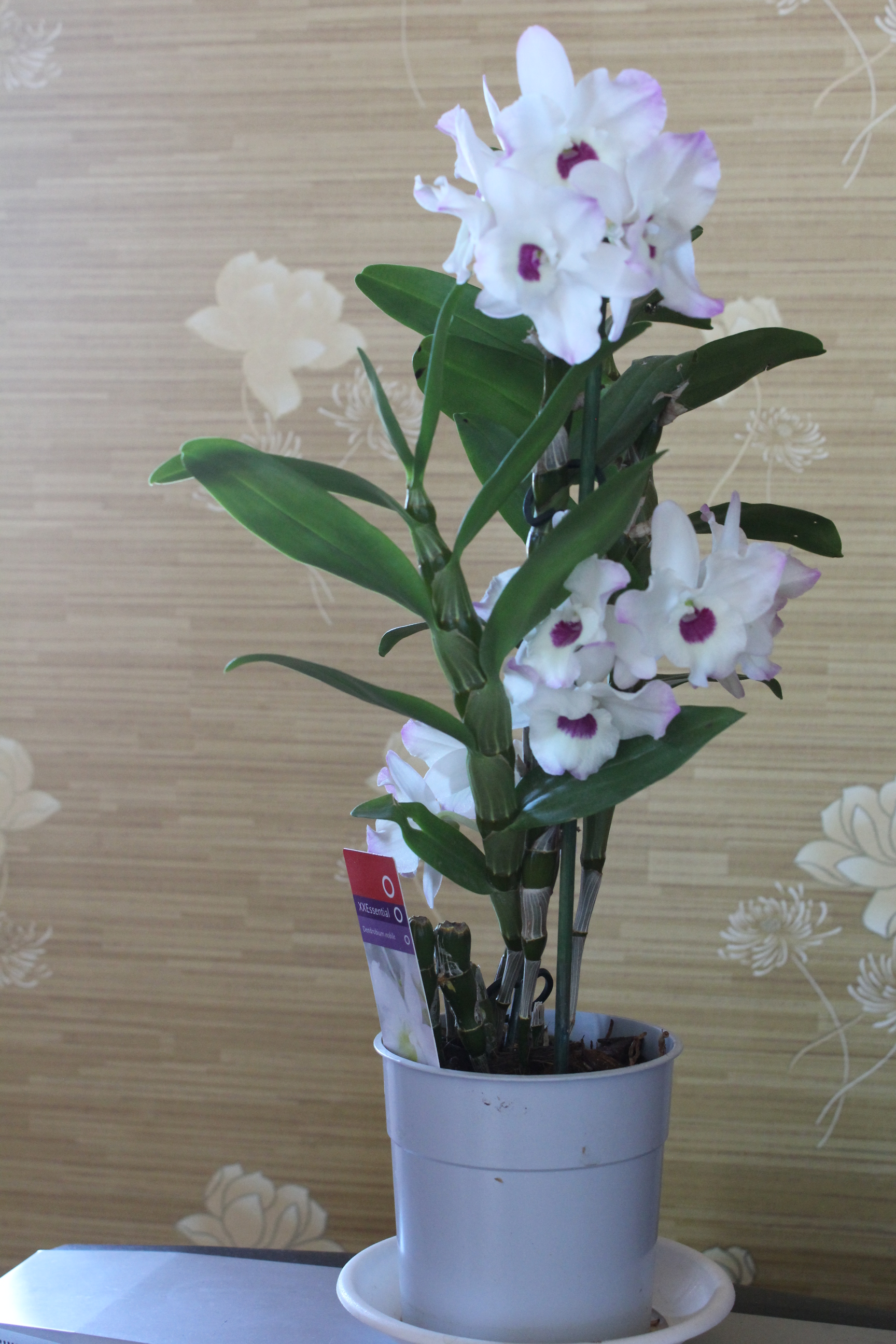
石斛花

## 延伸阅读
[在维基数据编辑]
 《欽定古今圖書集成·博物彙編·草木典·石斛部》，出自陈梦雷《古今圖書集成》
 《植物名實圖考·石斛》，出自吳其濬《植物名實圖考》

## 外部連結
- 維基物種上的相關：石斛
- 石斛 中藥材圖像數據庫  (香港浸會大學中醫藥學院) （中文）（英文）
- 鐵皮石斛 Tiepishihu （页面存档备份，存于） 藥用植物圖像數據庫 (香港浸會大學中醫藥學院) （繁體中文）（英文）
- 金釵石斛 Jinchaishihu （页面存档备份，存于） 藥用植物圖像數據庫 (香港浸會大學中醫藥學院) （繁體中文）（英文）
- 美花石斛 Meihuashihu （页面存档备份，存于） 藥用植物圖像數據庫 (香港浸會大學中醫藥學院) （繁體中文）（英文）
- Dendrobium nobile List of Chemicals (Dr. Duke's Databases) （页面存档备份，存于）
- National orchid societies which give advice about the cultivation of Dendrobium nobile and other orchid species include:
  - The American Orchid Society （页面存档备份，存于）
  - The Orchid Society of Great Britain （页面存档备份，存于）
- YouTube上的本草中国02